# Слайделл (Луизиана)
Слайделл (англ. Slidell) —  город в приходе Сент-Таммани в штате Луизиана в Соединённых Штатах Америки на берегу крупнейшего в штате озера Понтчартрейн.
Согласно проведённой в 2020 году переписи населения США, число жителей города составляло 28 781 человек; это одиннадцатый в штате город по численности населения.

## История
Одним из первых поселенцев в этом районе был Фостер Вилли. Вместе с младшим братом Уэсли Коуком Эсбери Гаузом, судьей Уингейтом и несколькими другими европейцами он покинул Шаллотт (Северная Каролина) 18 февраля и прибыл в Перлингтон (Миссисипи) 14 апреля 1836 года. Уэсли и его семья остались там, в то время как Джон и его семья пересекли реку Перл и построили бревенчатую хижину на западном берегу, немного южнее. Затем он основал лесопилку в том месте, где ныне построен Слайделл. Его поездки туда и обратно от лесопилки до дома создали дорогу, известную сегодня как бульвар Гауз, главную улицу города, идущую с востока на запад. Лесопилка находилась там, где бульвар Гауз пересекает железнодорожные пути. Бревенчатая хижина была построена в восточном конце дороги, всего в нескольких ярдах от реки. Дом простоял до конца 1990-х годов, и до сих пор сохранился небольшой семейный участок захоронения, где Джон похоронен между двумя своими женами, Лидией Расс и Джоанной Фредерикой Ван Хеемскерк.
Слайделл был основан на северном берегу озера Пончартрейн в начале 1890-х годов во время строительства железной дороги N.O.N.E., которая соединяла Новый Орлеан с Меридианом. Город был назван в честь американского политика и посла Конфедерации во Франции Джона Слайделла и официально утверждён Законодательным собранием штата Луизиана в 1888 году.

## География
Город Слайделл расположен на берегу крупнейшего в штате озера Понтчартрейн; с другой стороны озера находится Новый Орлеан.
По данным Бюро переписи населения США, город имеет общую площадь 15,2 квадратных миль (39,4 км2), из которых 14,8 квадратных миль (38,4 км2) приходится на сушу и 0,35 квадратных миль (0,9 км2), или 2,39%, приходится на воду.

## Климат
В Слайделле влажный субтропический климат с короткими, в целом мягкими зимами (немного прохладнее, чем в южной части Нового Орлеана) и жарким влажным летом. Осадки зимой обычно сопровождает прохождение холодного фронта. Ураганы представляют существенную угрозу для этого района.